# Konkurs Piosenki Eurowizji Junior 2015
13. Konkurs Piosenki Eurowizji Junior odbył się 21 listopada 2015 w Arenie Armeec Sofii w Bułgarii. Był to pierwszy konkurs Europejskiej Unii Nadawców (EBU), który odbył się w tym kraju. Gospodarzem wydarzenia był bułgarski nadawca telewizyjny, Byłgarska Nacionałna Telewizija (BNT). 
Finał konkursu wygrała Destiny Chukunyere, reprezentantka Malty z utworem „Not My Soul”, za który otrzymała 185 punktów. Piosenka otrzymała najwyższą liczbę punktów w historii konkursu (pobijając rekord Hiszpanii wynoszący 171 punktów ustanowiony podczas edycji z 2004 roku).

## Lokalizacja

### Wybór miejsca organizacji
Po zwycięstwie Włoch w Konkursie Piosenki Eurowizji dla Dzieci 2014, Europejska Unia Nadawców dała włoskiemu nadawcy RAI pierwszeństwo w organizacji konkursu w 2015 roku, jednak 15 stycznia 2015 nadawca RAI odmówił propozycji organizacji konkursu.  Kierownik wykonawczy konkursu, Władisław Jakowlew, pochwalił włoskiego nadawcę RAI za czas, który poświęcił na analizę możliwości goszczenia imprezy, mimo tego, że kraj wygrał w roku swojego debiutu.
Europejska Unia Nadawców ogłosiła tego samego dnia, że otrzymała oferty z dwóch krajów na organizację konkursu – od Bułgarii oraz Malty, które w 2014 roku zajęły odpowiednio drugie i czwarte miejsce. Maltański nadawca publiczny Public Broadcasting Services (PBS) oświadczył przed konkursem w 2014, że będzie ubiegać się o goszczenie konkursu drugi rok z rzędu, jeśli wygra.
26 stycznia 2015 ogłoszono, iż konkurs odbędzie się w Bułgarii 21 listopada. W marcu 2015 potwierdzono, że Sofia będzie miastem gospodarzem, a Arena Armeec Sofia zostanie miejscem organizacji konkursu.

## Organizacja

### Projekt sceny, logo i slogan

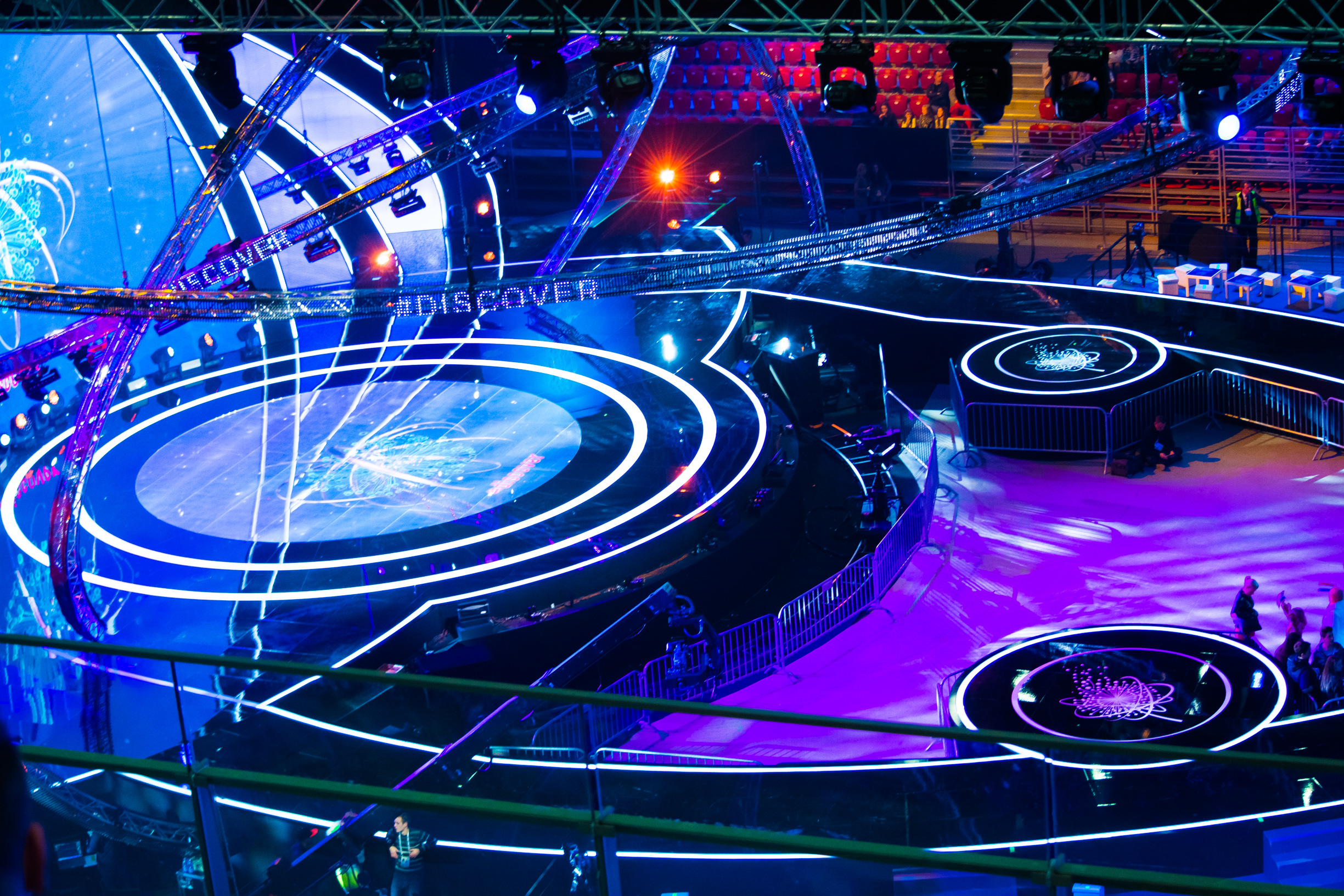
Scena konkursowa

22 maja 2015 w Wiedniu odbyła się konferencja prasowa poświęcona organizacji konkursu. Na konferencji prasowej ogłoszono, iż sloganem konkursu zostanie #Discover. 23 czerwca 2015 EBU we współpracy z głównym nadawcą BNT zaprezentowała oficjalne logo edycji 2015 podczas spotkania w Sofii. Viara Ankova, dyrektor generalna nadawcy, wyjaśniła, że koncepcja logo została zainspirowana ideą dmuchania mniszka lekarskiego, „czegoś, co każdy robił w dzieciństwie”.

### Pocztówki
Pocztówki użyte do przedstawienia każdego rywalizującego narodu podczas pokazu zostały zbudowane wokół koncepcji selfie. 
Pocztówki przedstawiały uczestników wysyłających swoje selfie do grupy trzech nastolatków w Bułgarii, które następnie stały się inspiracją dla ich przygód. Zaprezentowano różne widoki i miasta, a nastolatkowie dokumentowali swoją podróż przez własne selfie i wysyłali je do uczestnika.

### Prowadzący

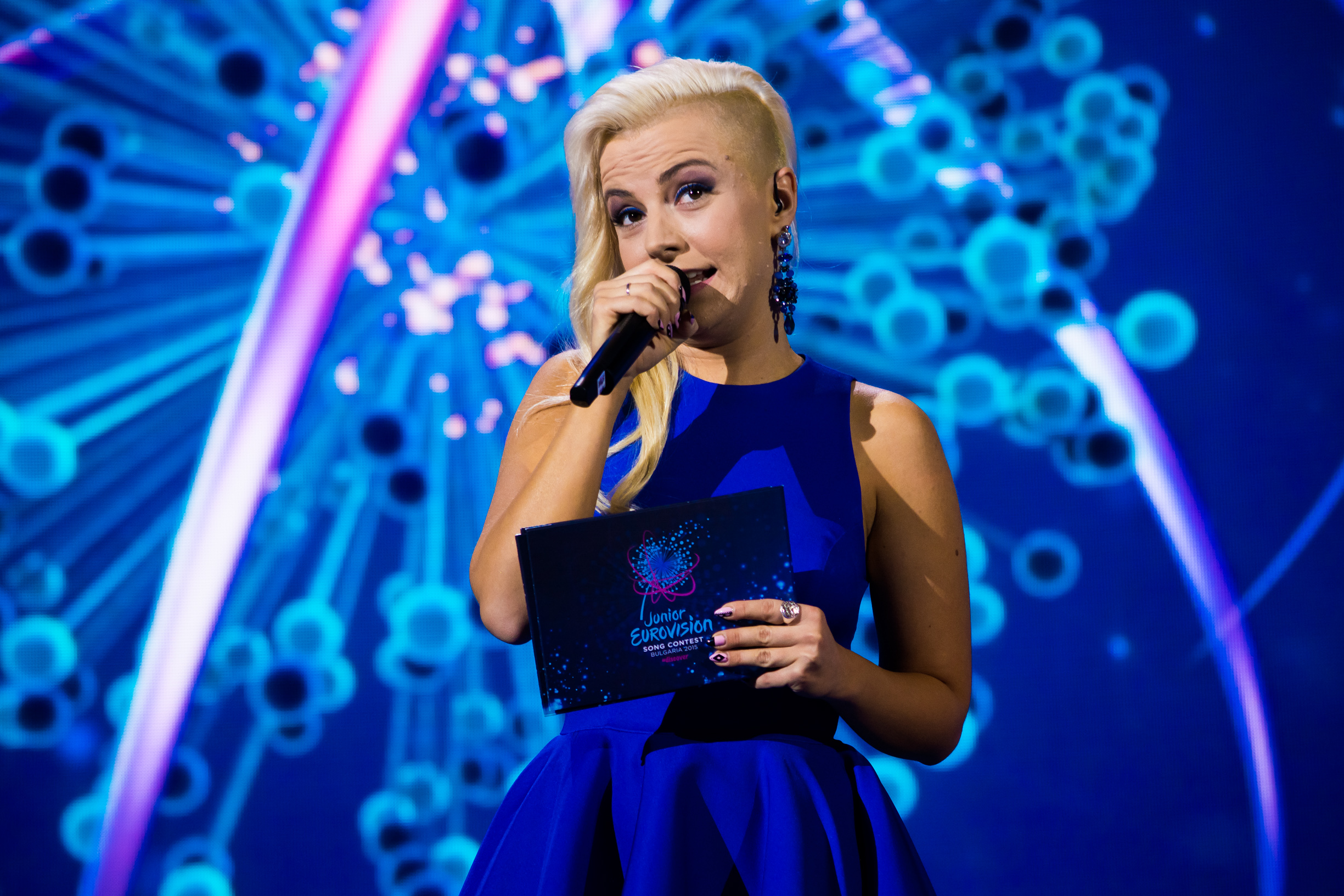
Poli Genowa, prowadząca konkursu

21 października 2015 ujawniono, że prowadzącą konkursu została bułgarska piosenkarka Poli Genowa. 

## Kraje uczestniczące
W konkursie wzięli udział reprezentanci 17 nadawców publicznych, w tym m.in. debiutujące telewizje TG4 z Irlandii oraz SBS z Australii. Do stawki konkursowej powrócił nadawca RTSH z Albanii oraz MKRTV z Macedonii, zaś z udziału zrezygnowały stacje z Chorwacji, Cypru oraz Szwecji.

### Finał
| Lp. | Państwo    | Artysta                                | Utwór                              | Język                   | Miejsce | Punkty |
| --- | ---------- | -------------------------------------- | ---------------------------------- | ----------------------- | ------- | ------ |
| 1   | Serbia     | Lena Stamenković                       | „Lenina pesma”                     | serbski                 | 7       | 79     |
| 2   | Gruzja     | Virus                                  | „Gabede” (გაბედე)                  | gruziński               | 10      | 51     |
| 3   | Słowenia   | Lina Kuduzović                         | „Prva ljubezen”                    | słoweński, angielski    | 3       | 112    |
| 4   | Włochy     | Chiara i Martina Scarpari              | „Viva”                             | włoski                  | 16      | 34     |
| 5   | Holandia   | Shalisa                                | „Million Lights”                   | niderlandzki, angielski | 15      | 35     |
| 6   | Australia  | Bella Paige                            | „My Girls”                         | angielski               | 8       | 64     |
| 7   | Irlandia   | Aimee Banks                            | „Realta na Mara”                   | irlandzki               | 12      | 36     |
| 8   | Rosja      | Michaił Smirnow                        | „Mieczta (Dream)”                  | rosyjski, angielski     | 6       | 80     |
| 9   | Macedonia  | Iwana Petkowska i Magdalena Aleksowska | „Pletenka – Braid of Love”         | macedoński              | 17      | 26     |
| 10  | Białoruś   | Rusłan Asłanow                         | „Wołszebstwo (Magic)” (Волшебство) | rosyjski, angielski     | 4       | 105    |
| 11  | Armenia    | Mika                                   | „Love”                             | ormiański, angielski    | 2       | 176    |
| 12  | Ukraina    | Anna Trinczer                          | „Poczny z sebe” (Почни з себе)     | ukraiński, angielski    | 11      | 38     |
| 13  | Bułgaria   | Gabrieła Jordanowa i Iwan Stojanow     | „Colour of Hope”                   | bułgarski               | 9       | 62     |
| 14  | San Marino | Kamiłła Ismaiłowa                      | „Mirror”                           | włoski, angielski       | 14      | 36     |
| 15  | Malta      | Destiny Chukunyere                     | „Not My Soul”                      | angielski               | 1       | 185    |
| 16  | Albania    | Mishela Rapo                           | „Dambaje”                          | albański, zmyślony      | 5       | 93     |
| 17  | Czarnogóra | Jana Mirković                          | „Oluja”                            | czarnogórski            | 13      | 36     |

## Wyniki

### Głosowanie
| Wyniki jurorów i telewidzów | Wyniki jurorów i telewidzów | Wyniki jurorów i telewidzów | Wyniki jurorów i telewidzów | Wyniki jurorów i telewidzów |
| Miejsce                     | Jurorzy                     | Punkty                      | Telewidzowie                | Punkty                      |
| --------------------------- | --------------------------- | --------------------------- | --------------------------- | --------------------------- |
| 1                           | Malta                       | 157                         | Malta                       | 143                         |
| 2                           | Armenia                     | 149                         | Armenia                     | 134                         |
| 3                           | Białoruś                    | 101                         | Słowenia                    | 98                          |
| 4                           | Słowenia                    | 77                          | Albania                     | 86                          |
| 5                           | Serbia                      | 73                          | Bułgaria                    | 77                          |
| 6                           | Albania                     | 69                          | Rosja                       | 65                          |
| 7                           | Australia                   | 67                          | Białoruś                    | 61                          |
| 8                           | Rosja                       | 57                          | Serbia                      | 53                          |
| 9                           | Holandia                    | 53                          | San Marino                  | 51                          |
| 10                          | Włochy                      | 43                          | Irlandia                    | 43                          |
| 11                          | Gruzja                      | 40                          | Gruzja                      | 41                          |
| 12                          | Czarnogóra                  | 21                          | Ukraina                     | 35                          |
| 13                          | Ukraina                     | 19                          | Australia                   | 32                          |
| 14                          | Irlandia                    | 19                          | Czarnogóra                  | 23                          |
| 15                          | San Marino                  | 15                          | Macedonia                   | 22                          |
| 16                          | Bułgaria                    | 14                          | Włochy                      | 13                          |
| 17                          | Macedonia                   | 12                          | Holandia                    | 9                           |

| Uczestnicy         | Suma punktów | Bonus startowy | Punkty od dziecięcego jury | Punkty od jury | Punkty od jury | Punkty od jury | Punkty od jury | Punkty od jury | Punkty od jury | Punkty od jury | Punkty od jury | Punkty od jury     | Punkty od jury | Punkty od jury | Punkty od jury | Punkty od jury | Punkty od jury | Punkty od jury | Punkty od jury | Punkty od jury |
| Uczestnicy         | Suma punktów | Bonus startowy | Punkty od dziecięcego jury | Serbia         | Gruzja         | Słowenia       | Włochy         | Holandia       | Australia      | Irlandia       | Rosja          | Macedonia Północna | Białoruś       | Armenia        | Ukraina        | Bułgaria       | San Marino     | Malta          | Albania        | Czarnogóra     |
| Serbia             | 79           | 12             | 4                          |                | –              | 7              | –              | 4              | 2              | 3              | 5              | 12                 | 4              | 4              | –              | 5              | 5              | –              | –              | 12             |
| Gruzja             | 51           | 12             | –                          | 3              |                | –              | –              | –              | –              | 4              | 1              | –                  | 5              | 8              | 5              | –              | –              | 1              | 8              | 4              |
| Słowenia           | 112          | 12             | 6                          | 6              | 5              |                | 7              | 8              | 6              | 6              | 8              | 1                  | 8              | 10             | 10             | 8              | 6              | 3              | –              | 2              |
| Włochy             | 34           | 12             | –                          | 2              | –              | –              |                | –              | –              | –              | –              | –                  | –              | 3              | –              | –              | –              | 12             | 4              | 1              |
| Holandia           | 35           | 12             | 1                          | –              | 6              | 5              | 1              |                | 4              | –              | –              | –                  | –              | –              | –              | 4              | 2              | –              | –              | –              |
| Australia          | 64           | 12             | 7                          | –              | 7              | –              | 3              | 3              |                | 2              | 3              | 2                  | 1              | 1              | 2              | –              | 3              | 10             | 5              | 3              |
| Irlandia           | 36           | 12             | –                          | –              | 2              | 4              | –              | 2              | 5              |                | 2              | –                  | –              | –              | –              | 2              | 1              | 6              | –              | –              |
| Rosja              | 80           | 12             | 5                          | 7              | –              | 6              | 4              | 6              | 1              | –              |                | 3                  | 7              | 7              | 4              | 7              | 8              | –              | 3              | –              |
| Macedonia Północna | 26           | 12             | –                          | 1              | –              | –              | –              | –              | –              | –              | –              |                    | –              | –              | –              | 1              | –              | –              | 7              | 5              |
| Białoruś           | 105          | 12             | 8                          | 5              | 8              | 3              | 2              | 7              | 7              | 7              | 10             | 4                  |                | 5              | 7              | 3              | 7              | 4              | 6              | –              |
| Armenia            | 176          | 12             | 10                         | 10             | 12             | 10             | 6              | 12             | 10             | 8              | 12             | 10                 | 12             |                | 8              | 10             | 10             | 7              | 10             | 7              |
| Ukraina            | 38           | 12             | 2                          | –              | 3              | –              | 5              | –              | 3              | 1              | 4              | –                  | 6              | –              |                | –              | –              | –              | 2              | –              |
| Bułgaria           | 62           | 12             | –                          | –              | 1              | 1              | 8              | 5              | –              | 12             | –              | 6                  | –              | –              | 3              |                | –              | 8              | –              | 6              |
| San Marino         | 36           | 12             | –                          | –              | –              | –              | –              | –              | –              | –              | 7              | –                  | 3              | 2              | 12             | –              |                | –              | –              | –              |
| Malta              | 185          | 12             | 12                         | 12             | 10             | 12             | 10             | 10             | 12             | 10             | 6              | 5                  | 10             | 12             | 6              | 12             | 12             |                | 12             | 10             |
| Albania            | 93           | 12             | 3                          | 4              | 4              | 8              | 12             | 1              | 8              | 5              | –              | 7                  | 2              | 6              | 1              | 6              | 4              | 2              |                | 8              |
| Czarnogóra         | 36           | 12             | –                          | 8              | –              | 2              | –              | –              | –              | –              | –              | 8                  | –              | –              | –              | –              | –              | 5              | 1              |                |

## Pozostałe kraje
Aby kraj kwalifikował się do potencjalnego udziału w Konkursie Piosenki Eurowizji Junior, musi być aktywnym członkiem Europejskiej Unii Nadawców. Nie wiadomo, czy Europejska Unia Nadawców wysyła zaproszenia do udziału wszystkim pięćdziesięciu sześciu aktywnym członkom, tak jak ma to miejsce w kwestii Konkursu Piosenki Eurowizji.

### Aktywni członkowie EBU
- Cypr – 15 czerwca 2015 cypryjski nadawca CyBC ujawnił, że nie weźmie udziału w konkursie z powodu braku środków na sfinansowanie udziału[15].
- Francja – francuski nadawca poinformował, że nie planuje powrotu do udziału w konkursie, lecz wysłał delegacje w celu obserwacji konkursu[16][17]
- Niemcy – 2 czerwca 2015 niemiecki nadawca Norddeutscher Rundfunk (NDR) oświadczył, że nie wyklucza debiutu w konkursie[18]. Ostatecznie państwo nie znalazło się na liście krajów uczestniczących[19][20], mimo to nadawca NDR transmitował konkurs za pośrednictwem strony internetowej[21].
- Grecja – 11 czerwca 2015 grecki nadawca Ellinikí Radiofonía Tileórasi (EPT) oświadczył, że nie są zdecydowani co do powortu do udziału w konkursie[22]. Ostatecznie państwo nie znalazło się na liście krajów uczestniczących[20].
- Rumunia – 4 czerwca 2015 nadawca Televiziunea Română (TVR) stwierdził, że nadawca nie jest juz zainteresowany udziałem w konkursie i powrót jest mało prawdopodobny[23][20].
- Szwecja – 29 czerwca 2015 szwedzki nadawca ogłosił, że wycofuje się z udziału w konkursie, aby skupić się na lokalnych projektach oraz organizacji 61. Konkursu Piosenki Eurowizji[24].

## Sekretarze, nadawcy publiczni i komentatorzy

### Sekretarze
Poniżej przedstawione zostały nazwiska wszystkich sekretarzy, którzy ogłaszali wyniki głosowania w poszczególnych krajach. W zestawieniu uwzględniono również rzeczniczkę dziecięcego jury. Poszczególne państwa zostały uporządkowane w kolejności przyznawania punktów:
1. Dziecięce Jury – Krisia Todorova
2. Albania – Majde Bejzade
3. Armenia – Betty (reprezentantka Armenii w 2014 roku)
4. Australia – Ellie Blackwell
5. Bułgaria – Wladimir Petkow
6. Gruzja – Lizi Pop (reprezentantka Gruzji w 2014 roku)
7. Irlandia – Anna Banks
8. Włochy – Vincenzo Cantiello (reprezentant Włoch w 2014 roku)
9. Malta – Federica Falzon
10. Macedonia Północna – Alexandria Chaliovski
11. Czarnogóra – Lejla Vulić (reprezentantka Czarnogóry w 2014 roku)
12. Holandia – Julia van Bergen (reprezentantka Holandii w 2014 roku)
13. Rosja – Sofia Dolganowa
14. San Marino – Arianna Ulivi
15. Serbia – Dunja Jeličić
16. Słowenia – Nikola Petek
17. Ukraina – Sofia Kutsenko (reprezentantka Ukrainy w 2014 roku)
18. Białoruś – Lera Drobyshevskaya